# .kz
.kz là tên miền quốc gia cấp cao nhất (ccTLD) của Kazakhstan.
Việc đăng ký có thể trực tiếp ở cấp 2 (không cần hiện diện ở Kazakhstan) hoặc ở tên cấp 3 dưới một số tên cấp 2 thì có hạn chế, và nói chung chỉ dành cho các thực thể liên quan đến Kazakhstan. Các loại đó gồm:
- ORG.KZ - tổ chức phi lợi nhuận
- EDU.KZ - tổ chức giáo dục
- NET.KZ - Mạng truyền thông dữ liệu có đăng ký
- GOV.KZ - Tổ chức chính phủ
- MIL.KZ - Bộ quốc phòng
- COM.KZ - Tổ chức thương mại; đã có thương hiệu đăng ký

Có một rắc rối nhỏ đã diễn ra khi quyền sử dụng tên miền www.borat.kz, trang web của nhân vật người Kazakhstan do Sacha Baron Cohen đóng, Borat, bị cấm. Cơ quan cấp tên miền nói rằng họ làm vậy do người ta đã cung cấp tên của người quản trị mạng là tên giả, và cũng vì trang www.borat.kz đặt tại nước ngoài. Tuy nhiên, lý do chính của hành động này là để ngăn chặn nội dung của trang web: "Chúng tôi làm điều này để anh ta không thể nói xấu đất nước Kazakhstan thông qua tên miền.kz", Nurlan Isin, Chủ tịch Hiệp hội Các công ty CNTT Kazakhstan, đã nói với Rêutrs. "Anh ra không thể đi và làm bất cứ thứ gì anh ta muốn ở tên miền khác".